# باول تشيسلي
باول تشيسلي (بالإنجليزية: Paul Chesley)‏ هو مصور أخبار وصحفي ومصور أمريكي، ولد في 1946.